# ماساشي أندو
ماساشي أندو (بالإنجليزية: Andō Masashi)‏، (باليابانية: 安藤 雅司) هو رسام أنمي ومصمم شخصيات ولد في هيروشيما من مواليد عام 1969، عرف بسبب عمله مع هاياو ميازاكي وساتوشي كون.

## عمله في استوديو غيبلي
عمل أندو كرسام انمي في استوديو غيبلي حيث صمم شخصيات لأعمال مثل الأميرة مونونوكي والمخطوفة، لاحقًا ترك الاستوديو وانتقل للعمل مع ساتوشي كون حيث كان المصمم لأفلام عديدة أبرزها بابريكا، قام أيضًا برسم الشخصيات الرئيسية في رسالة إلى مومو ‏، عاد لاحقًا إلى لاستوديو غيبلي وعمل على فلم حكاية الأميرة كاغويا.

## روابط خارجية
- ماساشي أندو على موقع IMDb (الإنجليزية)
- ماساشي أندو على موقع قاعدة بيانات الفيلم (الإنجليزية)
- ماساشي أندو على موقع ANN person (الإنجليزية)